# Haplopoma graniferum
Haplopoma graniferum är en mossdjursart som först beskrevs av Johnston 1847.  Haplopoma graniferum ingår i släktet Haplopoma och familjen Haplopomidae. Utöver nominatformen finns också underarten H. g. carinatum.